# Тишки (Лубенский район)
Тишки (укр. Тишки) — село,
Тишковский сельский совет,
Лубенский район,
Полтавская область,
Украина.
Код КОАТУУ — 5322887401. Население по переписи 2001 года составляло 318 человек.
Является административным центром Тишковского сельского совета, в который, кроме того, входит село
Крутой Берег.

## Географическое положение
Село Тишки находится на берегах реки Удай,
выше по течению на расстоянии в 3 км расположены сёла Крутой Берег и Хитцы,
ниже по течению на расстоянии в 1 км расположено село Луки.
Река в этом месте извилистая, образует лиманы, старицы и заболоченные озёра.

## Экономика
- Молочно-товарная и птице-товарная фермы.
- «Тишковское», сельхозпредприятие.
- «Оберег», ЧП.
- ООО «Олимп-Агро».

## Объекты социальной сферы
- Школа I—II ст.
- Дом культуры.